# Адміністративний устрій Покровського району (Дніпропетровська область)
Адміністративний устрій Покровського району — адміністративно-територіальний поділ Покровського району Дніпропетровської області на 2 селищні ради та 9 сільських рад, які об'єднують 71 населений пункт та підпорядковані Покровській районній раді. Адміністративний центр — смт Покровське.

## Список радПокровського району
| №  | Назва                            | Центр               | Населені пункти | Площа км² | Місце за площею | Населення (2001), чол. | Місце за населенням |
| -- | -------------------------------- | ------------------- | --- | --------- | --------------- | ---------------------- | ------------------- |
| 1  | Покровська селищна рада          | смт Покровське      | смт Покровське с. Водяне с. Гапоно-Мечетне с. Зелена Долина с. Отрішки с. Петриків с. Романки с. Скотувате с. Старокасянівське с. Левадне с. Чорненкове |           |                 |                        |                     |
| 2  | Просянська селищна рада          | смт Просяна         | смт Просяна |           |                 |                        |                     |
| 3  | Андріївська сільська рада        | c. Андріївка        | c. Андріївка с. Братське с. Вільне с. Герасимівка с. Христофорівка с. Нечаївка с. Остапівське с. Піщане с. Радісне                                      |           |                 |                        |                     |
| 4  | Березівська сільська рада        | c. Березове         | c. Березове с. Запорізьке с. Калинівське с. Новогеоргіївка с. Новомиколаївка с. Тернове с. Степове                                                      |           |                 |                        |                     |
| 5  | Великомихайлівська сільська рада | c. Великомихайлівка | c. Великомихайлівка с. Вороне с. Лісне с. Маліївка с. Новоселівка с. Орестопіль с. Соснівка с. Хороше с. Январське                                      |           |                 |                        |                     |
| 6  | Вишнівська сільська рада         | c. Вишневе          | c. Вишневе с. Вербове с. Данилівка с. Єгорівка с. Кирпичне с. Новоолександрівка с. Першотравневе с. Привілля                                            |           |                 |                        |                     |
| 7  | Гаврилівська сільська рада       | c. Гаврилівка       | c. Гаврилівка с. Підгаврилівка |           |                 |                        |                     |
| 8  | Катеринівська сільська рада      | c. Катеринівка      | c. Катеринівка с. Зарічне с. Дрозди |           |                 |                        |                     |
| 9  | Маломихайлівська сільська рада   | c. Маломихайлівка   | c. Маломихайлівка с. Яблунівка |           |                 |                        |                     |
| 10 | Олександрівська сільська рада    | c. Олександрівка    | c. Олександрівка с. Богодарівка с. Відрадне с. Вовче с. Гай с. Коломійці с. Новоскелювате с. Олексіївка с. Писанці с. Тихе с. Добропасове               |           |                 |                        |                     |
| 11 | Орлівська сільська рада          | c. Орли             | c. Орли с. Діброва с. Киричкове с. Кривобокове с. Малинівка с. Маяк с. Мечетне с. Солоне                                                                |           |                 |                        |                     |